# 舞子隧道

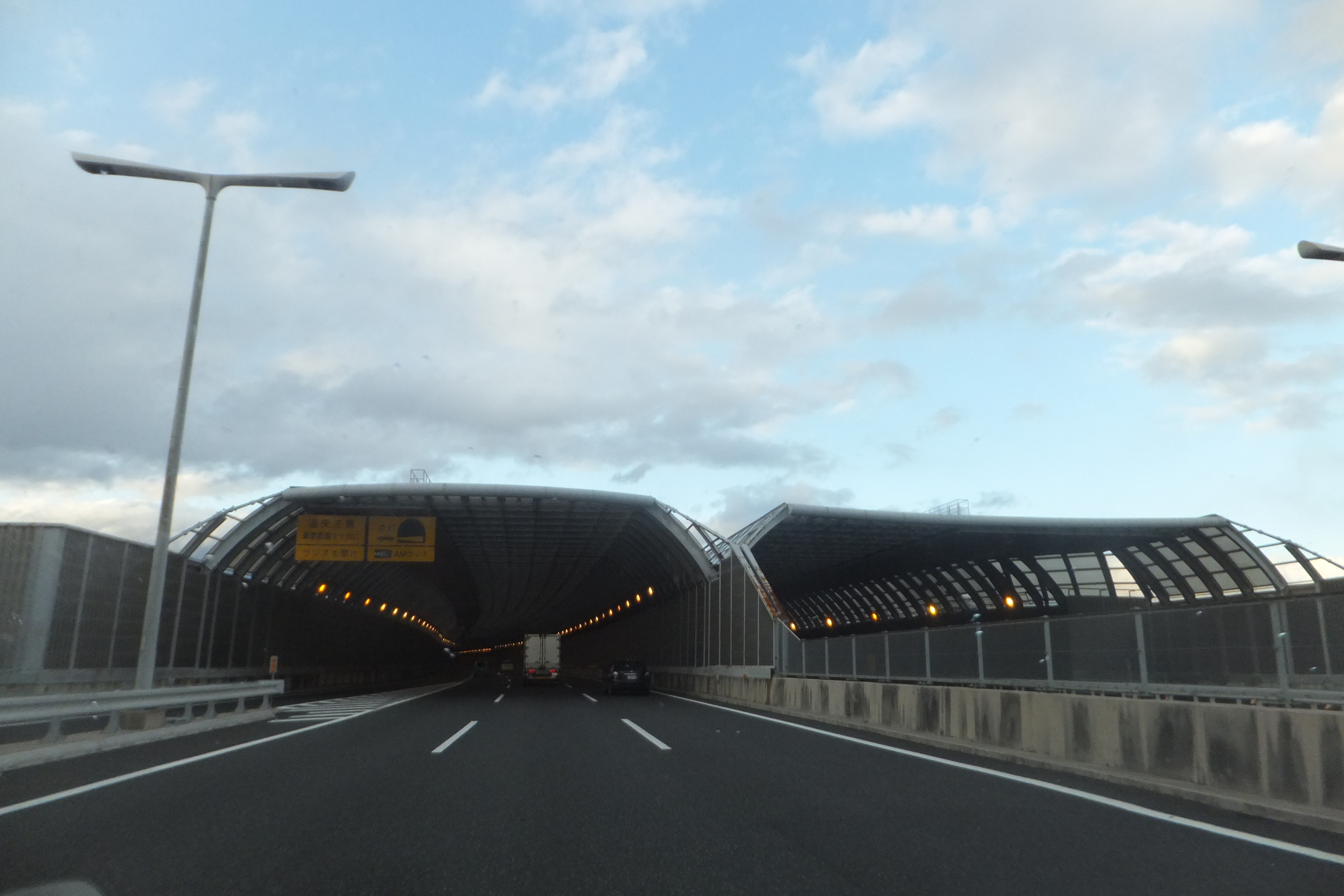
上行线隧道口

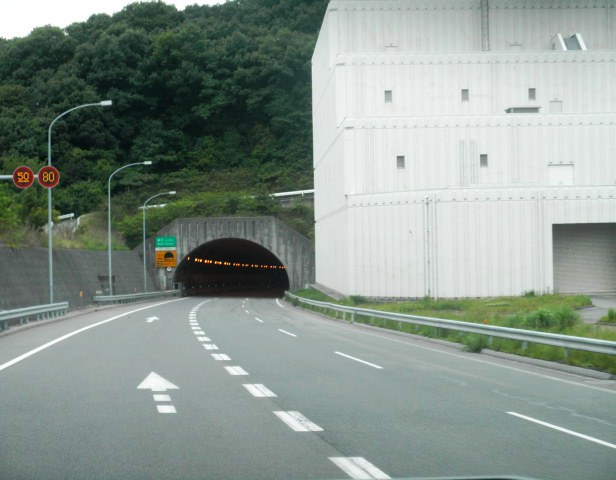
下行线隧道口

舞子隧道（日语：／）是日本的一座高速公路隧道，位于兵库县神户市垂水區，承载神戶淡路鳴門自動車道（E28），双洞四车道，上行线长3293米，下行线长3254米，1992年3月开工，1997年3月建成通车。